# Stöckmann
Stöckmann ist ein deutscher Familienname.

## Varianten
- Stocker, Stöck, Stöcker (Stoecker)

## Namensträger
- Bernd Stöckmann (* 1967), deutscher Generalmajor der Luftwaffe der Bundeswehr
- Christoph Stöckmann (* 1980), deutscher Wirtschaftswissenschaftler und Hochschullehrer
- Dieter Stöckmann (* 1941), deutscher General
- Fritz Stöckmann (1918–1998), deutscher Physiker
- Hans-Jürgen Stöckmann (* 1945), deutscher Physiker
- Jochen Stöckmann (* 1956), deutscher Journalist
- Sina Stöckmann (* 2002), deutsche Volleyball- und Beachvolleyballspielerin